# Ron Cephas Jones
Pour les articles homonymes, voir Jones.
Ron Cephas Jones, également parfois crédité sous le nom de Ron C. Jones, né le 8 janvier 1957 à Paterson (New Jersey) et mort le 19 août 2023 à Los Angeles, est un acteur américain.

## Biographie

### Jeunesse
Ron Cephas Jones est né le 8 janvier 1957 à Paterson, dans le New Jersey. Après avoir fait ses études secondaires dans sa ville natale, il a voulu devenir acteur et a rejoint des classes de théâtre[réf. nécessaire].

### Carrière théâtrale
Ron Cephas Jones passe l'essentiel de sa carrière sur les planches. Il joue dans plusieurs productions théâtrales avec la Steppenwolf Theatre Company (en) à Chicago, Illinois,.
Ron Cephas Jones apparaît comme le personnage principal dans Richard III de Shakespeare dans le cadre de The Public Theater's Mobile Shakespeare Unit de New York ainsi que sur Broadway dans Of Mice and Men (en) dans le rôle de Crooks, aux côtés de James Franco et Chris O'Dowd au Longacre Theatre.
En 2004, il fait ses débuts à Broadway dans la pièce Gem of the Ocean d'August Wilson dans laquelle il sert de doublure pour plusieurs rôles. Il en est de même en 2011 pour les débuts à Broadway de la pièce The Motherfucker with the Hat (en) de Stephen Adly Guirgis.
Parmi les autres productions théâtrales, on peut citer les productions Off-Broadway de Between Riverside and Crazy (en), The Exonerated (en) ou encore Titus Andronicus,.
La production de la maison de la compagnie Off Broadway s'est déroulée dans la rue Lafayette au centre-ville après avoir donné des spectacles gratuits dans des prisons, des refuges pour sans-abris, des écoles à risque et des centres pour personnes âgées.[réf. nécessaire]
En 2022, il remporte un Drama Desk Awards et obtient une nomination aux Tony Awards pour son rôle dans la pièce Clyde's (en) de Lynn Nottage.

### Un succès plus large
Ron Cephas Jones se fait connaitre en 2016 avec son rôle dans la série This Is Us. Il interprète le personnage de William Hill, le père biologique de Randall Pearson interprété par Sterling K. Brown. Pour son rôle, il remporte l'Emmy Award du meilleur acteur invité dans une série télévisée dramatique en 2018 et 2020.

### Mort
Ron Cephas Jones meurt le 19 août 2023 à l'âge de 66 ans des suites d'un « problème pulmonaire de longue date ».

### Vie privée
Ron Cephas Jones a eu une relation avec la chanteuse de rock, pop et jazz britannique Kim Lesley, de laquelle naquit leur fille, également actrice, Jasmine Cephas Jones (en), en 1989[réf. nécessaire].

## Filmographie

### Cinéma
- 1994 : Murder Magic : Buddy Dixon
- 1996 : Naked Acts : Joel
- 1998 : He Got Game : Burwell le gardien de prison
- 1999 : Accords et Désaccords : Alvin
- 2001 : Little Senegal : Westley
- 2002 : Paid in Full : Ice
- 2005 : L'Impasse : De la rue au pouvoir : l'activiste
- 2005 : On the One : Pug
- 2006 : Half Nelson de Ryan Fleck : M. Dickson
- 2007 : Across the Universe : Panthère Noire
- 2010 : Ashes : Floyd
- 2012 : Watching TV with the Red Chinese : Little
- 2013 : Titus : Titus
- 2014 : Glass Chin : Ray Ellington
- 2014 : National Theater Live: Of Mice and Men : Crooks
- 2018 : Venom : Jack
- 2018 : The Holiday Calendar : Gramps Sutton
- 2019 : Dolemite Is My Name de Craig Brewer

### Télévision
- 1996 : New York Undercover : James Ferris (saison 3, épisode 4)
- 1996-1997 : New York, police judiciaire : Frank Doyle (saison 6, épisode 19) et Roland Books (saison 7, épisode 9)
- 1999 : Double Platinum : Jean Claude Roland Books (téléfilm)
- 2003 : La Chute des héros : Ramon Detonq (téléfilm)
- 2006 : New York, section criminelle : Reggie Banks (saison 5, épisode 16)
- 2008 : A Raisin in the Sun : Willy Harris (téléfilm)
- 2012 : NYC 22 : Arthur Anson (saison 1, épisode 8)
- 2013 : Low Winter Sun : le révérend Lowdown (3 épisodes)
- 2014 : The Blacklist : Dr James Covington (saison 2, épisode 3)
- 2015 : Banshee : Frazier (saison 3, 2 épisodes)
- 2015-2016 : Mr. Robot : Romero (9 épisodes)
- 2016-2017 : The Get Down : Winston Kipling (5 épisodes)
- 2016-2018 : Marvel's Luke Cage : Bobby Fish (12 épisodes)
- 2016-2022 : This Is Us : William (45 épisodes)
- 2019 : Looking for Alaska : Dr Hyde (8 épisodes)
- 2019-2023 : Truth Be Told : Le Poison de la vérité (Truth Be Told) : Leander « Shreve » Scoville (28 épisodes)
- 2021 : Histoire de Lisey (Lindsey's story) : le professeur Roger Dashmiel (5 épisodes)
- 2021 : Amphibia : le capitaine Aldo (animation, saisoon 2, épisode 17)
- 2021-2022 : New York, crime organisé (Law & Order: Organized Crime) : Leon Kilbride (saison 2, 8 épisodes)
- 2022 : Better Things : Ron (saison 5, 3 épisodes)

## Distinctions

### Récompenses
- Primetime Creative Arts Emmy Awards 2018 : Meilleur acteur invité dans une série télévisée dramatique dans This Is Us
- Primetime Creative Arts Emmy Awards 2020 : Meilleur acteur invité dans une série télévisée dramatique dans This Is Us

### Nominations
- Primetime Emmy Awards 2017 : Meilleur acteur dans un second rôle dans une série télévisée dramatique dans This Is Us.
- Primetime Creative Arts Emmy Awards 2019 : Meilleur acteur invité dans une série télévisée dramatique dans This Is Us.

## Voix francophones
En France, Jean-Paul Pitolin et Hubert Drac sont ceux qui ont le plus doublé Ron Cephas Jones. Le premier lui prête sa voix dans le téléfilm La Chute des héros (en), Venom, Dolemite Is My Name et Histoire de Lisey tandis que le second le double dans Luke Cage, The Holiday Calendar et Looking for Alaska. L'ayant doublé une première fois dans Mr. Robot, Jean-Michel Martial le retrouve dans la série Truth Be Told. À la suite du décès de ce dernier, c'est Greg Germain qui lui succède à partir de la saison 2.
À titre exceptionnel, Gérard Sergue le double dans Un raisin au soleil (en), tout comme Jérôme Pauwels dans This Is Us, Jean-Michel Vaubien dans The Get Down et Xavier Thiam dans New York, crime organisé.